# Referendum w Grecji w 1974 roku

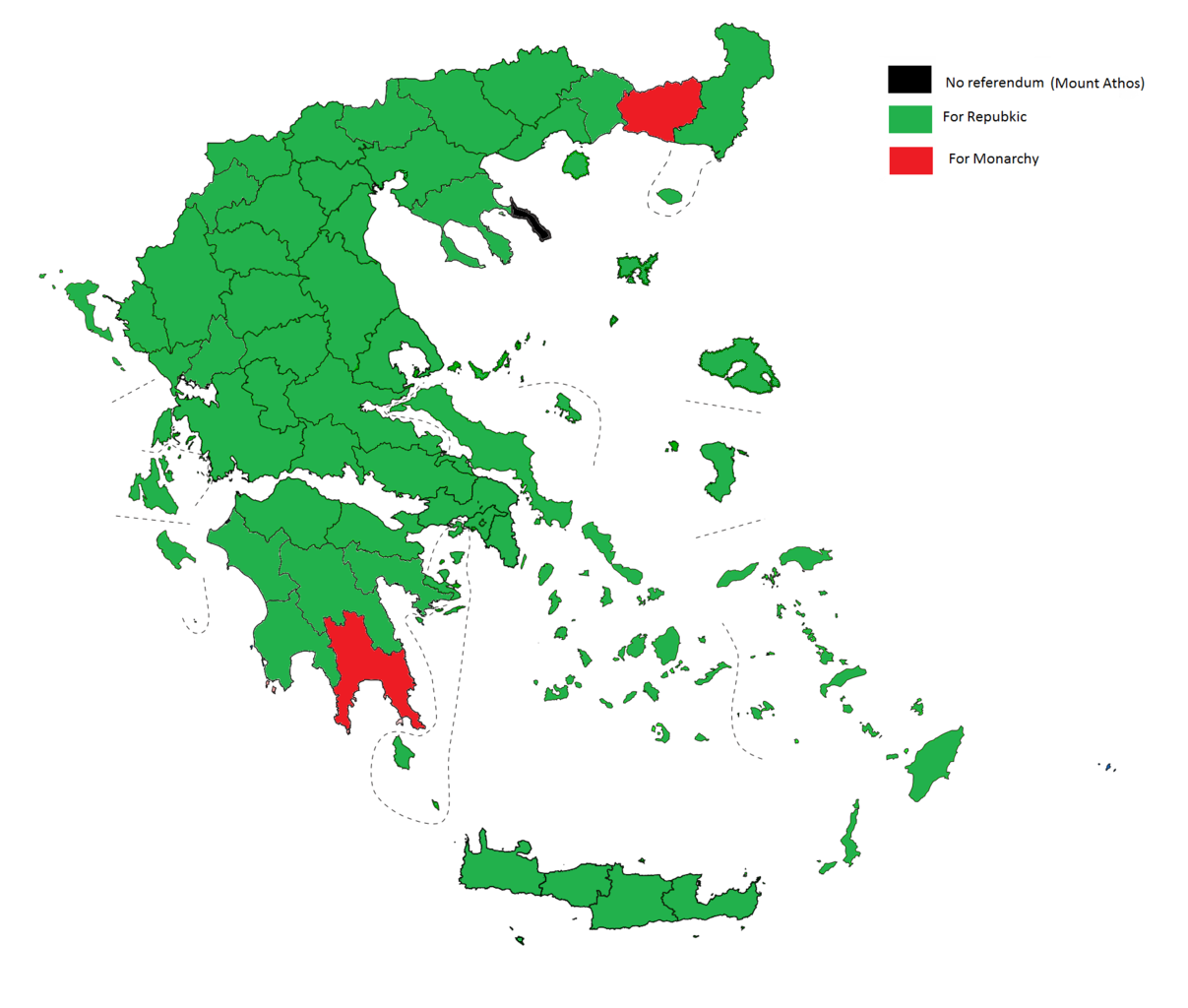
Mapa przedstawiająca wyniki greckiego referendum z 1974 r.

Referendum w Grecji w 1974 roku przeprowadzono po upadku czarnych pułkowników i wygranej Nowej Demokracji. Nowe referendum zostało przeprowadzone, gdyż wcześniejsze z 1973 było sfałszowane przez reżim Papadopulosa. Karamanlis przywrócił konstytucję z 1952, według której Grecja była monarchią, ale na czele głowy państwa pozostawił prezydenta pułkownika Phaedona Gizikisa do czasu przeprowadzenia plebiscytu. Rozpisał je premier Konstandinos Karamanlis. Mimo że jeszcze 9 lat wcześniej (Karamanlis był szefem Unii Narodowo Radykalnej) przez wiele lat przewodził rojalistycznej prawicy to jako premier z nowo założonej Nowej Demokracji zachował neutralność wobec przyszłości ustrojowej. Zakazał członkom Nowej Demokracji forować ustrój rojalistyczny i powrót Konstantyna II na tron, a partia oficjalnie zachowała neutralność w kampanii referendalnej. PASOK i centryści otwarcie prowadzili kampanię przeciw powrocie monarchii i postulowali za republiką. Między innymi przeciwnikami restauracji byli Andreas Papandreu, Kostas Simitis, Mikis Teodorakis. Były król nadawał orędzia telewizyjne z Londynu, obiecywał, że jego rodzina nie będzie wtrącała się w politykę (mając na myśli królową Fryderykę). Zamiast niego na ziemi greckiej powstały komitety rojalistów prowadzące kampanię na rzecz powrotu monarchii.
Plebiscyt przeprowadzono 8 grudnia 1974. Wyniki ostatecznie potwierdziły republikański ustrój. 69,2% głosujących opowiedziało się za republiką, a tylko 30,8% chciało powrotu monarchii. Premier Karamanlis komentując wyniki powiedział „Odcięto raka od ciała narodu”. Na wieść o wynikach ludność wielkich miast tłumnie świętowała wynik referendum. Konstantyn podziękował za służbę krajowi i życzył sukcesów.
|                              | Liczba głosów | Procent głosów |
| ---------------------------- | ------------- | -------------- |
| Za likwidacją monarchii      | 3 245 111     | 69,2           |
| Przeciw likwidacji monarchii | 1 445 875     | 30,8           |
| Ważne głosy                  | 4 719 787     | –              |
| Nieważne głosy               |               | –              |
| Ilość głosujących            | 4 719 787     | –              |